# Camponotus dromas
Camponotus dromas är en myrart som beskrevs av Santschi 1919. Camponotus dromas ingår i släktet hästmyror, och familjen myror. Inga underarter finns listade.